# Kévin Lejeune
Pour les articles homonymes, voir Lejeune.
Kevin Lejeune, né le 22 janvier 1985 à Cambrai, est un footballeur français, évoluant au poste de milieu gauche.

## Biographie
C'est à l'âge de cinq ans que Kevin Lejeune commence à taper dans un ballon, avec ses copains qui résidaient comme lui à Boran-sur-Oise, dans l'Oise. Vers 9 ans, sa famille déménage à Montauban.
Dans ce fief de l’ovalie il continue à jouer au football. Ses bonnes performances lui font intégrer le centre de pré-formation de Castelmaurou, dans la banlieue Toulousaine. Il a alors treize ans. L'AJ Auxerre l’a déjà repéré (par son recruteur Serge Courant) et lui garantit une admission dans son centre de formation. Sur les conseils de son futur club (afin d’atteindre l’âge requis et de s’aguerrir), Kevin Lejeune prend une licence au Toulouse Fontaine où il joue jusqu'à ses quinze ans. 
Il passe ensuite un stage de détection à l’AJ Auxerre pendant l’été et intègre par la suite le centre de formation. Il fait ses gammes dans les équipes de jeunes des moins de 15 ans, moins de 17 ans, puis en Division d'Honneur, en CFA 2, et enfin en CFA. Lors de la saison 2004-2005, il intègre l’équipe A de l’AJA mais ne dispute aucun match avec les pros. Surtout, en août 2005, à 20 ans, il est victime d’une rupture des ligaments croisés du genou droit.
Passé par toutes les sélections nationales de jeunes, il totalise 44 matches et 6 buts sous le maillot bleu, avec notamment un titre de vice-champion d'Europe des moins de 17 ans en 2002. Il remporte également le Tournoi de Montaigu en 2001 et le Festival Espoirs de Toulon en 2005.
Il apparaît pour la première fois sur un terrain de Ligue 1 lors de la saison 2006-2007 pour la réception de Toulouse. Cette saison-là il joue neuf matchs de championnat et fait ses débuts en Coupe UEFA. Il devient bientôt un titulaire régulier de l'AJ Auxerre, jouant tous les matchs de la saison suivante. Lors de la saison 2008-2009, il joue 29 matchs mais Jean Fernandez lui fait moins confiance. Il est barré par Kamel Chafni, plus décisif que lui dans une saison difficile. 
Il avoue entretenir des contacts avec le club du Toulouse FC lors du mercato 2009. Ce club a sa préférence en cas de départ car il y a laissé beaucoup d'amis. Il reste finalement à Auxerre mais joue toujours peu et espère trouver un club lors du mercato hivernal où à la fin de son contrat, en juin 2010.
Le 5 janvier 2010 il est prêté au FC Nantes. Après une saison très mitigée avec les Canaris, il est laissé libre par les Auxerrois et signe le 22 juillet 2010 avec le club du Tours FC en Ligue 2. 
Le 8 novembre 2010, après 13 matchs avec l'équipe tourangelle Kevin Lejeune marque son premier but, sur penalty contre Boulogne (2-0). Après deux saisons au Tours FC, son contrat n'est pas reconduit ; il quitte donc le club après 75 matchs et 5 buts .
Le 13 août 2012, il s'engage en faveur du FC Metz, relégué en National, pour une année et une année supplémentaire en option. Participant à 33 matchs sur 36 au cours de la saison, il est l'un des artisans de la remontée des Grenats, qu'il suit en Ligue 2 pour la saison 2013/14. Il prolonge dans la foulée son contrat de deux ans. 
Il est à nouveau l'un des titulaires indiscutables (36 matchs joués sur 38) de l'équipe championne de Ligue 2. Il termine par ailleurs deuxième meilleur passeur de la compétition avec 11 passes décisives. C'est donc logiquement qu'il retrouve la Ligue 1 avec le FC Metz pour la saison 2014-2015.
Malgré la descente immédiate de Metz en Ligue 2 et une saison médiocre sur le plan personnel, il prolonge son contrat avec les Grenats jusqu'en 2017.
Le 31 août 2017, il s'engage avec le AC Ajaccio.
Le 13 mai 2020, FC Metz annonce son arrivée en qualité de Team Manager de l’équipe professionnelle. Son rôle, dans ce nouveau poste qui n’existait pas jusqu’alors au FC Metz, consiste notamment à faciliter l’installation des nouvelles recrues à Metz, à organiser, piloter et accompagner les déplacements du groupe professionnel lors des stages et lors des matches et plus généralement à gérer l'intendance générale de l’équipe professionnelle.
Fin juillet 2020, il s'engage avec l'AS Portugais Saint François Thionville.

## Statistiques
| Saison                | Club                  | Championnat           | Championnat | Championnat | Coupe nationale | Coupe nationale | Coupe de la Ligue | Coupe de la Ligue | Compétition(s) continentale(s) | Compétition(s) continentale(s) | Compétition(s) continentale(s) | Total | Total |
| Saison                | Club                  | Division              | M.          | B.          | M.              | B.              | M.                | B.                | Comp.                          | M.                             | B.                             | M.    | B.    |
| 2006-2007             | AJ Auxerre            | Ligue 1               | 9           | 1           | -               | -               | -                 | -                 | C3                             | 1                              | 0                              | 10    | 1     |
| 2007-2008             | AJ Auxerre            | Ligue 1               | 38          | 3           | -               | -               | 3                 | 0                 | -                              | -                              | -                              | 41    | 3     |
| 2008-2009             | AJ Auxerre            | Ligue 1               | 29          | 2           | 1               | 0               | 2                 | 0                 | -                              | -                              | -                              | 32    | 2     |
| 2009-2010             | AJ Auxerre            | Ligue 1               | 8           | 1           | -               | -               | 1                 | 0                 | -                              | -                              | -                              | 9     | 1     |
| Sous-total            | Sous-total            | Sous-total            | 84          | 7           | 1               | 0               | 6                 | 0                 | -                              | 1                              | 0                              | 92    | 7     |
| 2009-2010             | FC Nantes (prêt)      | Ligue 2               | 17          | 0           | -               | -               | -                 | -                 | -                              | -                              | -                              | 17    | 0     |
| Sous-total            | Sous-total            | Sous-total            | 17          | 0           | -               | -               | -                 | -                 | -                              | -                              | -                              | 17    | 0     |
| 2010-2011             | Tours FC              | Ligue 2               | 36          | 2           | 1               | 0               | 1                 | 0                 | -                              | -                              | -                              | 38    | 2     |
| 2011-2012             | Tours FC              | Ligue 2               | 31          | 3           | 4               | 0               | 2                 | 0                 | -                              | -                              | -                              | 37    | 3     |
| Sous-total            | Sous-total            | Sous-total            | 67          | 5           | 5               | 0               | 3                 | 0                 | -                              | -                              | -                              | 75    | 5     |
| 2012-2013             | FC Metz               | National              | 33          | 1           | 4               | 1               | 2                 | 0                 | -                              | -                              | -                              | 39    | 2     |
| 2013-2014             | FC Metz               | Ligue 2               | 36          | 4           | 1               | 0               | -                 | -                 | -                              | -                              | -                              | 37    | 4     |
| 2014-2015             | FC Metz               | Ligue 1               | 32          | 1           | 3               | 0               | 1                 | 0                 | -                              | -                              | -                              | 36    | 1     |
| 2015-2016             | FC Metz               | Ligue 2               | 22          | 5           | 1               | 0               | 2                 | 0                 | -                              | -                              | -                              | 25    | 5     |
| 2016-2017             | FC Metz               | Ligue 1               | 14          | 0           | -               | -               | 1                 | 0                 | -                              | -                              | -                              | 15    | 0     |
| Sous-total            | Sous-total            | Sous-total            | 104         | 10          | 5               | 0               | 4                 | 0                 | -                              | -                              | -                              | 113   | 10    |
| 2017-2018             | AC Ajaccio            | Ligue 2               | 25+1        | 1           | 2               | 0               | -                 | -                 | -                              | -                              | -                              | 28    | 1     |
| 2018-2019             | AC Ajaccio            | Ligue 2               | 30          | 0           | 1               | 0               | -                 | -                 | -                              | -                              | -                              | 31    | 0     |
| 2019-2020             | AC Ajaccio            | Ligue 2               | 2           | 0           | -               | -               | -                 | -                 | -                              | -                              | -                              | 2     | 0     |
| Sous-total            | Sous-total            | Sous-total            | 58          | 1           | 3               | 0               | -                 | -                 | -                              | -                              | -                              | 61    | 1     |
| Total sur la carrière | Total sur la carrière | Total sur la carrière | 330         | 23          | 15              | 1               | 13                | 0                 | -                              | 1                              | 0                              | 359   | 24    |

## Palmarès
| - France -16 ans - Bora Ozturk Cup - Vainqueur : 2001 - Tournoi de Montaigu - Vainqueur : 2001 | - France -17 ans - Championnat d'Europe -17 ans - Finaliste : 2002 | - France espoirs - Tournoi de Toulon - Vainqueur : 2005 | - FC Metz - Ligue 2 - Vainqueur : 2013 |